# Lepturopsis
Lepturopsis är ett släkte av skalbaggar. Lepturopsis ingår i familjen långhorningar.
Kladogram enligt Catalogue of Life:
| Lepturopsis | \| \| Lepturopsis biforis \| \| \| \| \| \| Lepturopsis dolorosa \| \| \| \| |
|             | \| \| Lepturopsis biforis \| \| \| \| \| \| Lepturopsis dolorosa \| \| \| \| |
|             | Lepturopsis biforis                                                          |
|             |                                                                              |
|             | Lepturopsis dolorosa                                                         |
|             |                                                                              |